# Signalisation non réglementaire
Une signalisation non règlementaire est utilisée en matière de signalisation routière par certaines collectivités, notamment les communes. Ces signalisations sont définies par le fait qu’elles ne respectent pas la règlementation nationale prévue par le code de la route. Elles peuvent être employées, soit pour illustrer un danger, une interdiction ou une obligation de façon plus explicite que la signalisation règlementaire, soit à titre humoristique pour mettre en évidence une spécificité locale.

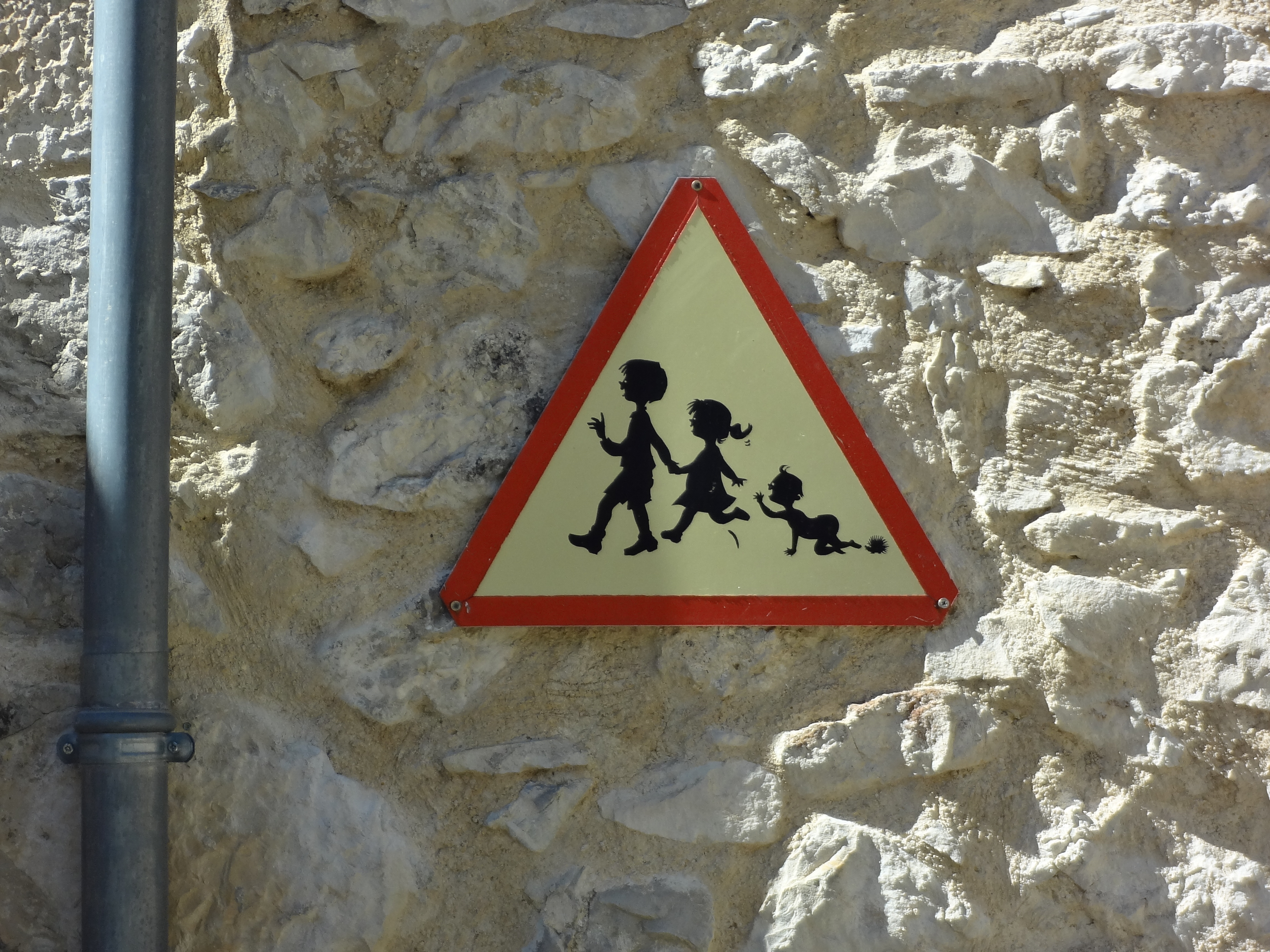
Ici, le panneau signale le danger enfant avec une note humoristique, qui appelle à la vigilance pour les tout petits, et les animaux.
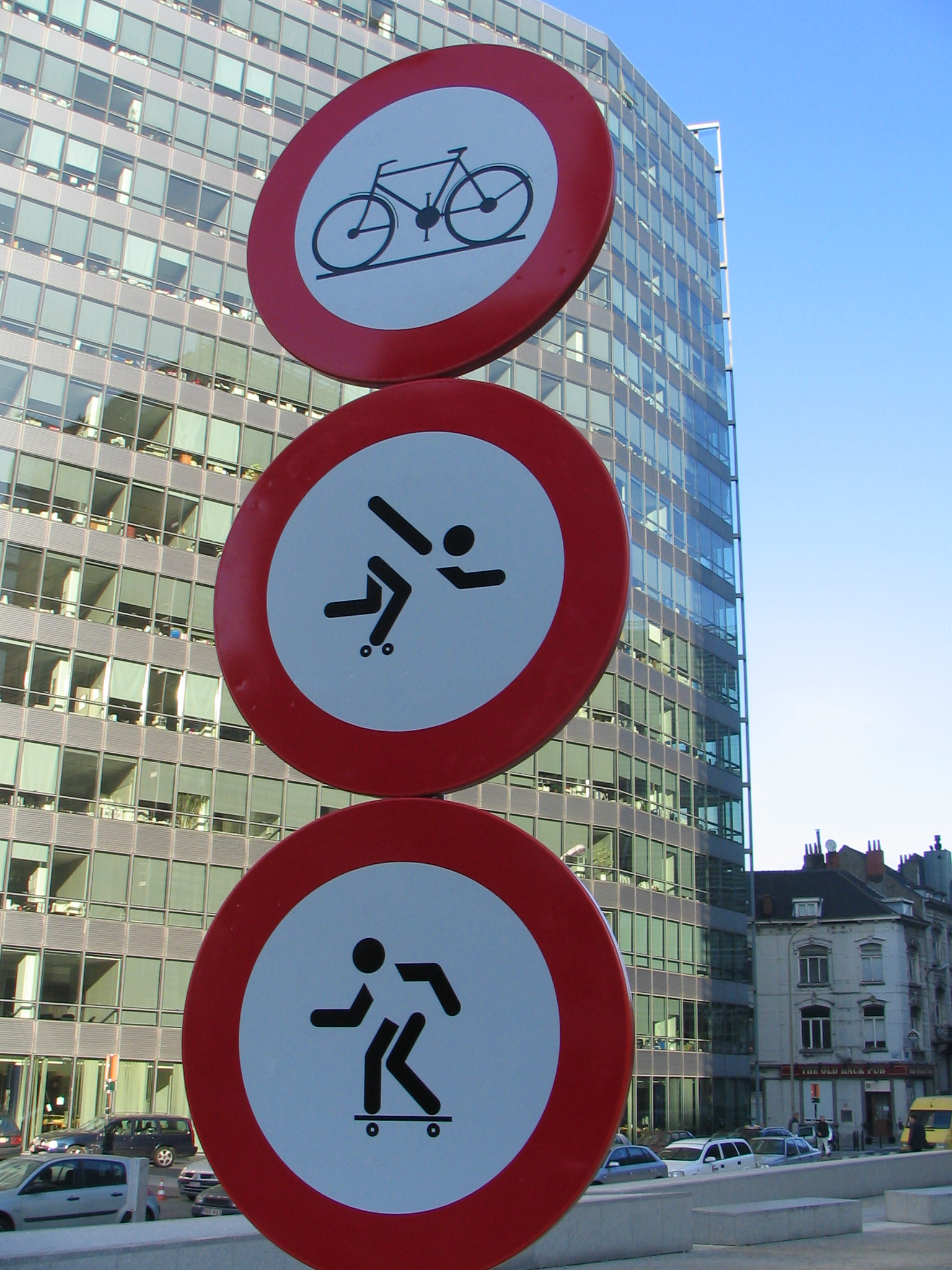
Ici une municipalité innove en créant deux panneaux (ceux du bas) signalant des interdictions qui lui sont propres.